# Сежхув (Мазовецьке воєводство)
Сежхув (пол. Sierzchów) — село в Польщі, у гміні Ґура-Кальварія Пясечинського повіту Мазовецького воєводства.
Населення — 343 особи (2011).
У 1975-1998 роках село належало до Варшавського воєводства.

## Демографія
Демографічна структура станом на 31 березня 2011 року:
|          | Загалом | Допрацездатний вік | Працездатний вік | Постпрацездатний вік |
| -------- | ------- | ------------------ | ---------------- | -------------------- |
| Чоловіки | 179     | 42                 | 118              | 19                   |
| Жінки    | 164     | 24                 | 106              | 34                   |
| Разом    | 343     | 66                 | 224              | 53                   |